# Allerum
Allerum est une localité suédoise située dans la commune d'Helsingborg en Scanie.
Sa population était de 732 habitants en 2019.